# Uplands nation
Uplands nation är en studentnation vid Uppsala universitet. Nationen räknar sin historia från 1642 och har sina nuvarande lokaler på S:t Larsgatan i centrala Uppsala.
År 1823 slogs Uplands nation samman med Fjärdhundra nation och 1829 med Roslags nation. Uplands nation erbjuder studenterna nöjen såsom sittningar, baler, spelförening, filmvisningar, teater, damkören UDK Discordia och showorkestern Wijkmanska Blecket, med mera. Nationens medlemstidning heter Uplands Nations Blad, eller UNB, och utkommer tre gånger per termin.

## Historia
År 1821 köpte nationen en tomt i kvarteret Luten, i syftet att där bygga ett hus. Man ändrade sig dock och sålde tomten till Västmanlands-Dala nation med en vinst på 100 riksdaler. Istället köpte och flyttade nationen 1825 in i sitt nuvarande nationshus på tomten intill, det som då kallades den Strandmanska gården. Detta innebär att Uplands är den nation i Uppsala som varit längst i samma hus.
1809 eldhärjades kvarteret och svarvarmäster Petter Strandman som ägt en av de två gårdarna på nationens nuvarande tomt, köpte även upp den andra tomten och lät uppföra ett stenhus i två våningar. På den andra tomten fanns efter branden murarna kvar av ett stenhus, byggt redan innan 1770, som fick utgöra en del av det nya stenhuset. De äldre delarna hade på 1790-talet ägts av Gustaf Abraham Silverstolpe, som var en del av den radikala studentgruppen Juntan. Gruppen skall ha hållit sina möten i det som nationen i dag kallar Silfverstolpska rummet.

## Organisation
Landskapet, nationens högsta beslutande organ är, sammanträder tre gånger per termin. Alla medlemmar har rösträtt och vid sammankomsterna väljer man personer till förtroendeuppdrag, fastslår budget och godkänner kuratelets beslut. Mellan landskapen finns Förvaltningsstyrelsen (nationens styrelse) som bland annat granskar arbetet på nationen och fattar akuta beslut.
Uplands nation har fem heltidsarvoderade landsmän som leder den dagliga verksamheten: Förste Kurator som ansvarar för administration, representation och information, Andre Kurator är nationens ekonomichef och ansvarar bland annat för nationens bokföring och fastigheter, Tredje Kurator är nationens personalchef och högste utskänkare, denne ansvarar tillsammans med Köksmästaren och Pubmästaren för mat, utskänkning och klubbverksamhet. Utöver dessa har nationen en mängd av landskapet förtroendevalda ämbetsmän med ansvar för olika verksamheter, till exempel recentiorsvärdar som tar hand om nya studenter, pubvärdar som sköter nationspuben, fanbärare, bibliotekarie och arkivarie. Det övergripande ansvaret ligger dock på de heltidsanställda.

## Lokaler

### Nationshuset
Sedan 1825 har många om- och tillbyggnader skett, bland annat 1871 då arkitekten Adrian Crispin Peterson som enda praktiserade arkitekt i staden arbetade fram nya inredningar i nationshuset. På 1950-talet byggdes en bostadsflygel längsmed S:t Johannesgatan, ritad av Sten Hummel-Gumælius. I flygeln finns 20 korridorsrum som hyrs ut till nationsmedlemmar. Förutom dessa finns även 35 rum ett kvarter bort, på Rundelsgränd, i bostadsstiftelsen Bortom bullret som delas med Kalmar nation. I flygeln finns även kuratorsexpeditionen med arkiv och nationspuben Svantes källare.
Nationshuset används av flera olika verksamheter, bland annat serveras ärtsoppa och våfflor på torsdagar och fika på lördagar. På fredagar arrangeras restaurang eller drinklounge. Biblioteket har öppet varje dag utom söndagar och erbjuder studieplatser och kurslitteratur att låna. Nationens olika föreningar använder även husets olika rum för repetitioner eller samkväm. Innan nationerna skaffade egna hus förvarades kassan och andra värdesaker i en kista, en så kallad fiscus. Uplands, Roslags och Fjärdhundra nationers fisci finns utställda i nationshuset. I huset finns dessutom en betydande konstsamling, till stor del bestående av tavlor med Uppsala- och Upplandsmotiv och med verk av hedersledamöterna Olof Thunman, Carl Eldh och Bror Hjorth.

### Trädgården
Efter att bostadsflygeln byggts minskade nationens trädgård delvis men i samband med Sysslomansgatans breddning skänkte Uppsala stad Lutgränden till nationen som kompensation för förlorad mark. I trädgården ryms flera statyer, bland annat en version av Carl Milles skulptur Vingarna, två höga lindar, en berså samt bärbuskar och fruktträd. På sommaren har Svantes källare sin uteservering i trädgården.

Upplands landskapsvapen som används av nationen.
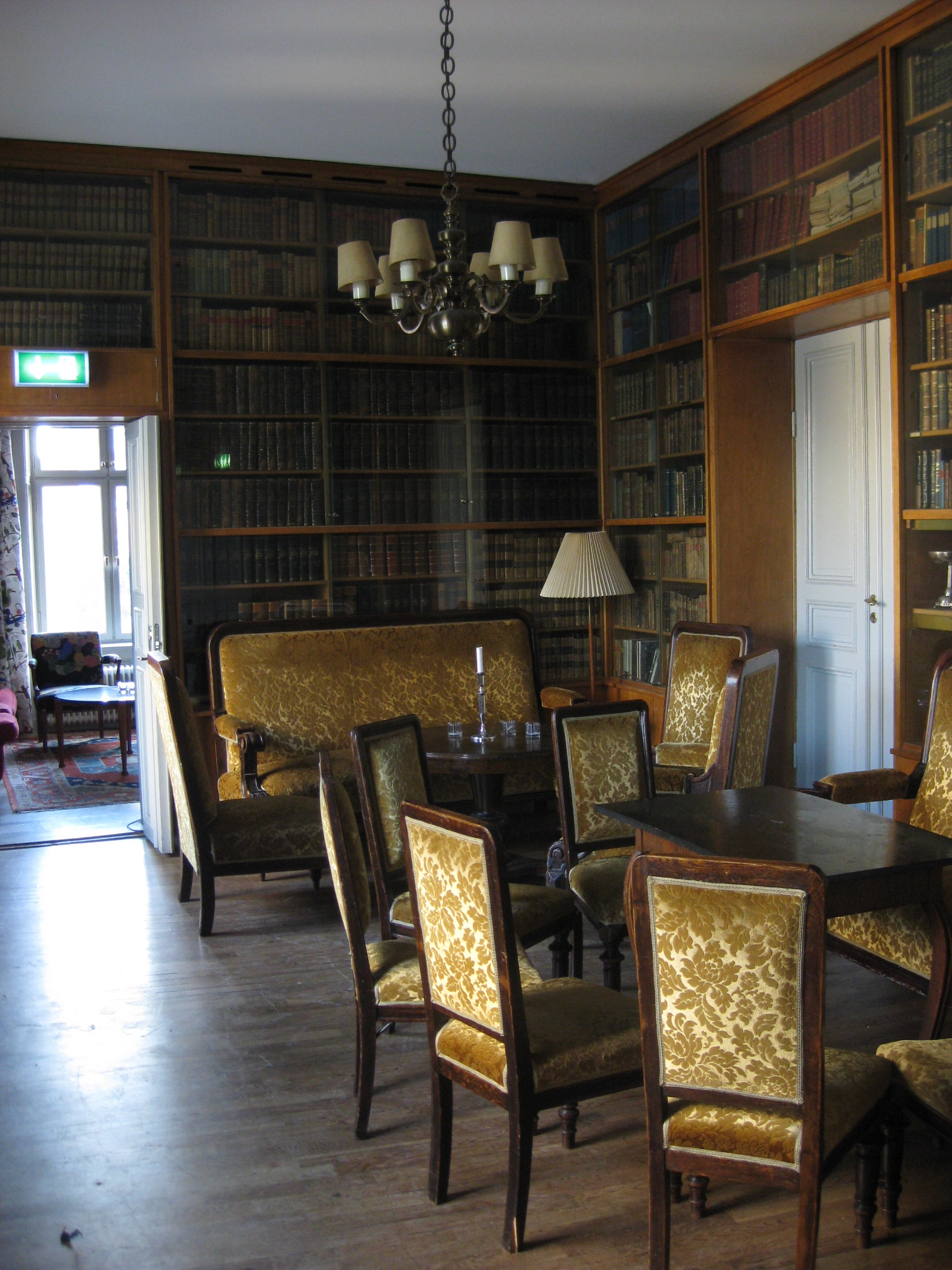
Holmgrenska biblioteket i nationshuset
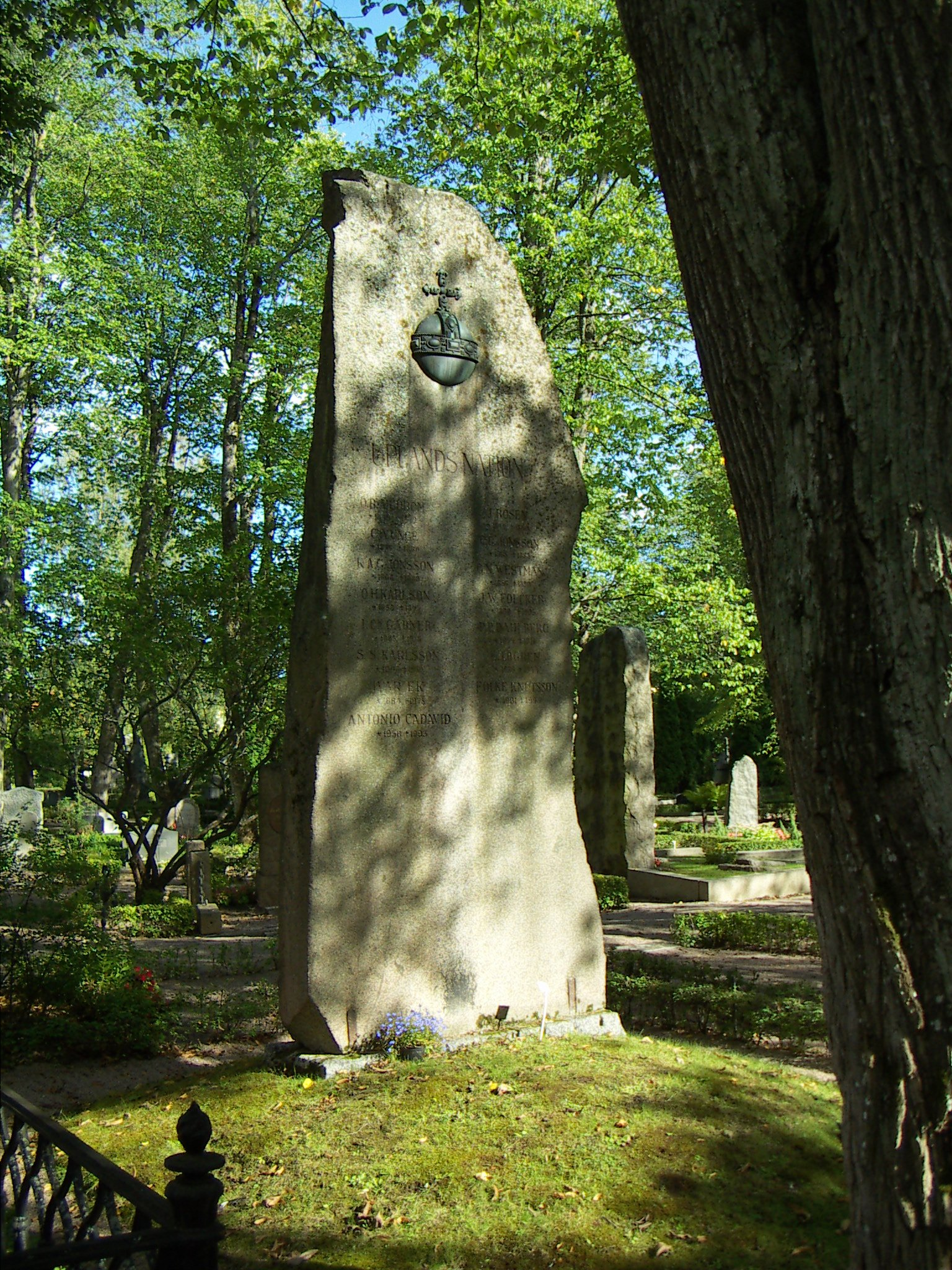
Nationsgraven på Uppsala gamla kyrkogård.
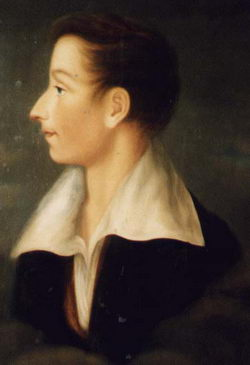
Nationens porträtt av Svante Wijkman har gett upphov till många historier.
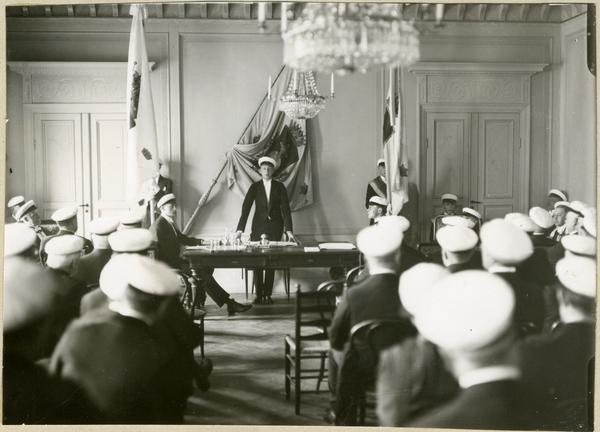
Dag Hammarskjöld talar på Hundraårsjubileumslandskap 1.5. 1929.

## Vännationer
- Lunds nation, Lund
- Hämäläis-Osakunta, Helsingfors

## Bemärkelsevärda medlemmar
- Svante Arrhenius, nobelpristagare i kemi. Förste kurator 1888.
- Dag Hammarskjöld, FN:s generalsekreterare, nobelpristagare (postumt). Förste kurator.
- Hans Blix, utrikesminister, vapeninspektör under FN och IAEA. Teaterdirektör.
- Ernst Westerlund, läkare.
- Niklas Zennström, IT-entreprenör, skapat bland annat Skype och Kazaa.
- Sigvard Bernadotte, svensk prins och formgivare.
- Chris Heister, politiker (M), landshövding. Förste kurator.

## Inspektorer
Nationens nuvarande inspektor är Sandra Friberg, docent i civilrätt. Proinspektor är Sara Backman Prytz, lektor i barn- och ungdomsvetenskap.